# Fuji LM-1 Nikko
Die Fuji LM-1 ist ein leichtes japanisches Verbindungsflugzeug der 1950er-Jahre. Sein Erstflug fand am 6. Juni 1955 statt.

## Konstruktion und Entwicklung
Fuji Heavy Industries fertigte in den frühen 1950er Jahren das Schulflugzeug Beechcraft T-34 in Lizenz für die japanischen Selbstverteidigungsstreitkräfte. 27 LM-1 wurden 1955 und 1956 produziert.
Die LM-1 wurde bei den Japanischen Selbstverteidigungsstreitkräften für Verbindungs- und allgemeine Aufgaben verwendet. Nachdem die LM-1 ausgemustert wurde, kamen mehrere LM-1 auf den amerikanischen Markt und wurden an private Nutzer verkauft.

## Versionen
- LM-1: Viersitziges Verbindungsflugzeug mit einem Continental-Boxermotor mit 225 PS (168 kW) – 27 gebaut
- LM-2: stärker motorisierte Version mit einem Lycoming-Boxermotor mit 340 PS (254 kW) – 2 gebaut

## Militärische Nutzer
Japan
Luftselbstverteidigungsstreitkräfte

## Technische Daten
| Kenngröße             | Daten                            |
| --------------------- | -------------------------------- |
| Besatzung             | 1–4                              |
| Länge                 | 7,90 m                           |
| Spannweite            | 9,98 m                           |
| Höhe                  | 3,63 m                           |
| Flügelfläche          | 16,50 m²                         |
| Flügelstreckung       | 6,0                              |
| Leermasse             | 1013 kg                          |
| max. Startmasse       | 1531 kg                          |
| Reisegeschwindigkeit  | 253 km/h                         |
| Höchstgeschwindigkeit | 298 km/h                         |
| Dienstgipfelhöhe      | 5300 m                           |
| Steigleistung         | 11,6 m/s                         |
| Reichweite            | 1556 km                          |
| Triebwerk             | ein Boxermotor Continental O-470 |
| Leistung              | 168 kW (225 PS)                  |